# عمادالکتاب

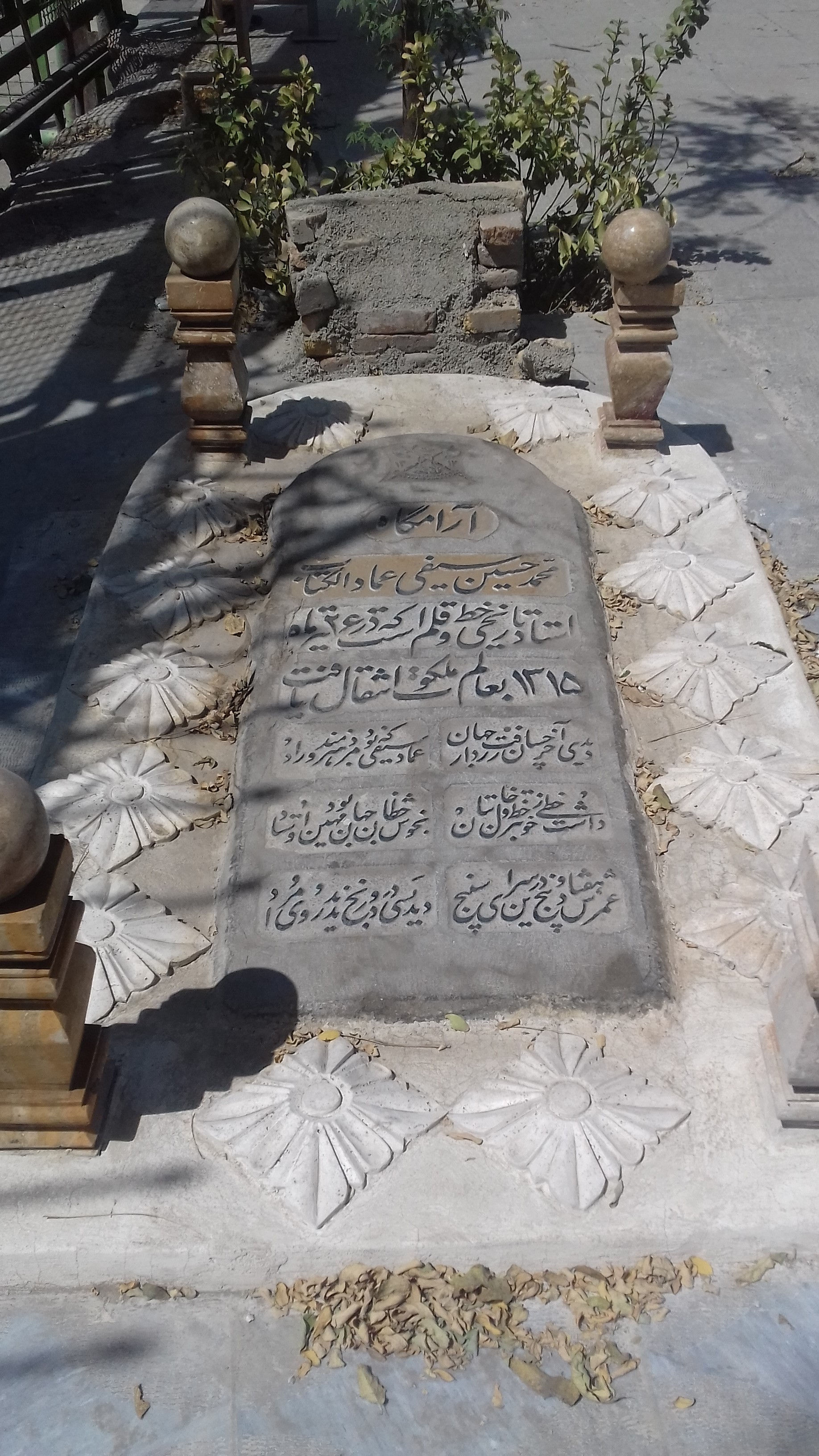
مزار عماد الکتاب در امام زاده عبدالله شهر ری

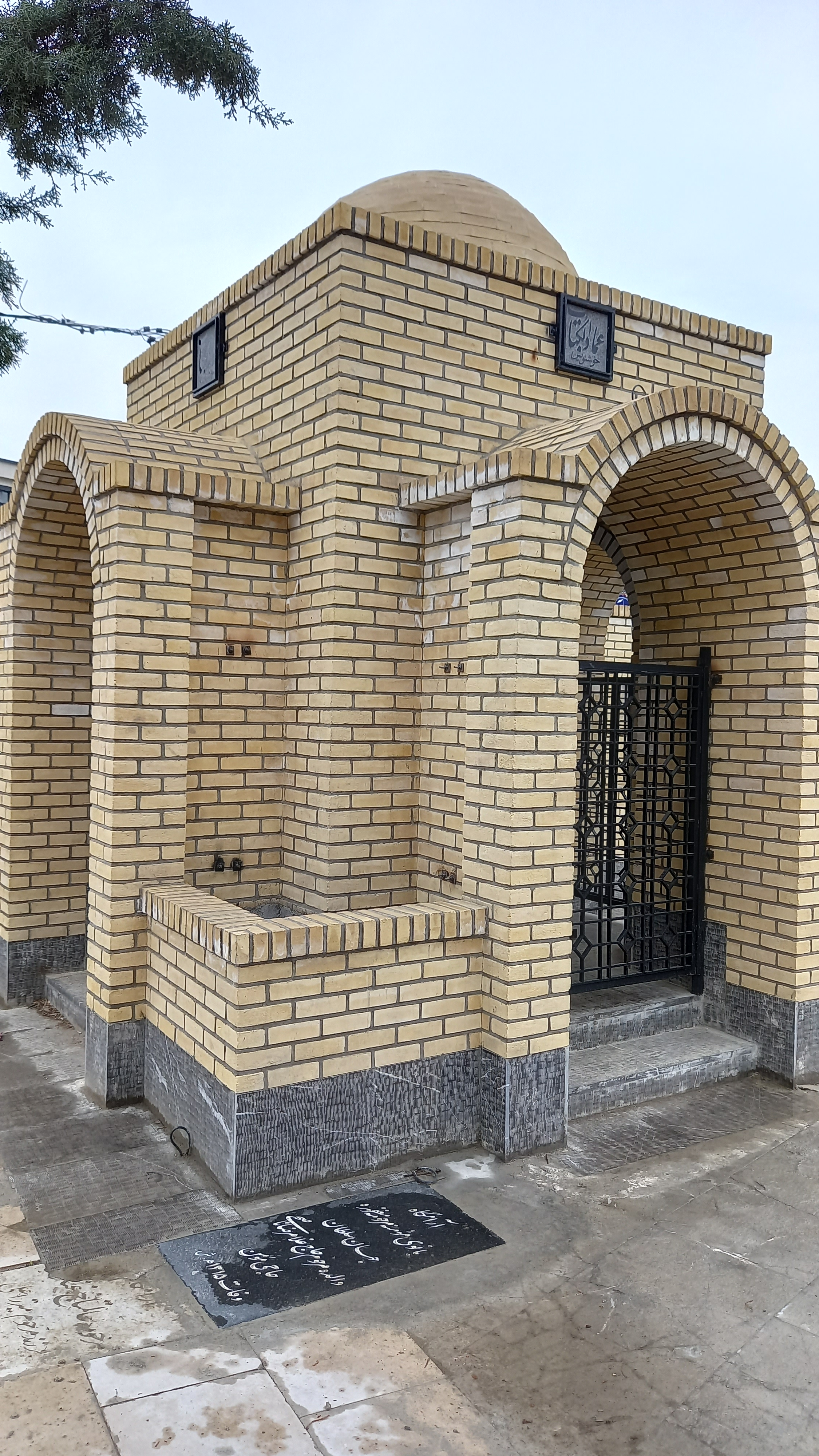
مقبره نوسازی شده عمادالکتاب

میرزا محمدحسین سیفی قزوینی (۱۲۴۰–۱۳۱۵ خورشیدی) ملقب به عمادُالکُتّاب و از استادان خوشنویس خط نستعلیق در یکصد سال گذشته بود که پیرو و گسترش دهندهٔ سبک و شیوهٔ خاص میرزای کلهر است.

## زندگی

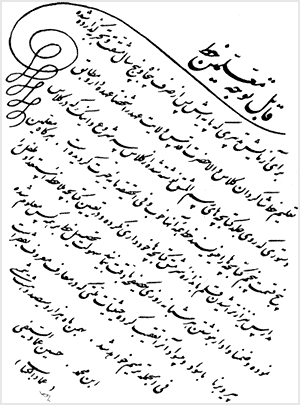
برگی از رسم المشق عمادالکتاب این کتابچه در آموزش خوشنویسی به خطاطان نسل پس از او و سپس از طریق آنان به خوشنویسان معاصر بسیار مؤثر بود

میرزا محمدحسین سیفی قزوینی در قزوین در ۲۷ فروردین ۱۲۴۰ شمسی (۱۲۸۵ قمری) متولد شد و غالب عمرش به کتابت و تعلیم خط نستعلیق گذشت. پدرش قباله‌نویس بود و مادرش از سادات سیفی قزوین، از این رو به این مناسبت سید بودن مادر، میرزا نامیده شد. مدتی نزد میرزا محمدعلی خوشنویس خط آموخت. در چهارده‌سالگی برای کار نزد تاجری از اهالی شیروان به بادکوبه رفت. در شانزده سالگی پای پیاده راهی عتبات شد و سه سال در کاظمین ماند و از راه نوشتن خط زندگی کرد. می‌گویند آنقدر معیشت بر او سخت بود که حتی نمی‌توانست به کربلا برود. سرانجام همراه یکی از علما به کربلا رفت و پنج سال در این شهر و نجف اقامت کرد و ضمن نوشتنِ خط، علوم دینی خواند و سرانجام از تنگدستی به ستوه آمد و به ایران بازگشت. دو سال در تهران ماند و ازدواج کرد. در سال ۱۲۷۱ شمسی در خیابان ناصرخسرو آموزشگاه خوشنویسی دایر کرد و اسم آن را «دارالکتابه» گذاشت. او نسخه‌ای از شاهنامهٔ فردوسی را برای مظفرالدین شاه خوشنویسی کرد و به این مناسبت لقب «عمادالکتاب» گرفت. در انقلاب مشروطه به جرگهٔ آزادی‌خواهان پیوست و در کودتای محمدعلی‌شاهی آوارهٔ کوه و بیابان شد. پس از فرار شاه مستبد، هفت سال معلم مشق احمدشاه شد. وی قبل از دورهٔ مشروطیت جزو کاتبان وزارت انطباعات و در دورهٔ سلطنت احمدشاه قاجار، مدتی در وزارت داخله، منشی و همان اوقات معلم مشق خط سلطان احمدشاه نیز بود. در چند سال اواخر عمر نیز در دربار پهلوی سمت خوشنویس مخصوص داشت.

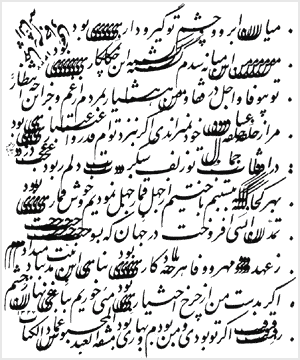
سیاه مشقی از عمادالکتاب

او آخرین حلقه از زنجیره استادان قدیم خوشنویسی است که این هنر را به خوشنویسان معاصر پیوند داد. عمادالکتاب از مقلدان سبک خوشنویسی میرزا محمدرضا کلهر بود که پس از فوت او خوشنویس مهم دیگری بر جای نبود. از عمادالکتاب به‌عنوان کامل‌کنندهٔ شیوهٔ کلهر نام می‌برند. او بدون آنکه مستقیم شاگرد کلهر باشد از روی کتاب‌های چاپی وی به تمرین خط پرداخت و با وفاداری و وسواس زیاد شیوه او را آموخت و بدون آنکه در این شیوه دخل و تصرف زیادی بکند آن را به دیگران منتقل کرد. عمادالکتاب افزون بر نستعلیق در ابعاد بزرگ و کوچک (جلی و خفی) خط نسخ و شکسته نستعلیق را خوش می‌نوشته است. او مروج کتابچه‌های «رسم المشق» است.
عمادالکتاب همچنین در نقاشی آب رنگ و سیاه قلم سررشته داشته و تصویری از خود او به قلم خودش باقی است. وی قریحه شاعری نیز داشته و گاهی تفننی شعر می‌سروده است.
عمادالکتاب، در طول زندگی خود از لحاظ خدمت به جامعه و روح وطن‌پرستی، مورد تکریم طرفداران علم و ادب بود و در سال ۱۳۱۳ شمسی نیز به پاس خدمات صادقانه‌اش، موفق به دریافت نشان درجه یک فرهنگ از وزارت معارف (وزارت فرهنگ و ارشاد اسلامی فعلی) و یک قطعه مدال نفیس از دربار رضاشاه گردید.
دربارهٔ شدت علاقه او به میرزا محمدرضا کلهر چیزها گفته‌اند و از جمله مشهور است که وی در خواب نیز از استاد مسلم پیشین خط الهام و تعلیم می‌گرفته است. زندگی عمادالکتاب به سبب عضویت او در گروه کمیته مجازات خالی از گرفتاری‌ها نبوده و به جز در اواخر عمر که شغل درباری داشته و به راحتی و آسایش زندگی کرده، باقی عمرش پر از حوادث ایام بوده است.

### کمیته مجازات
در سال ۱۲۹۴ خورشیدی عضو انجمنی مخفی شد به نام «کمیته مجازات» که میرزا ابراهیم خان منشی زاده و اسداللّه خان ابوالفتح زاده در تهران آن را تشکیل داده بودند و هدف آن از بین بردن هواداران مؤثر انگلیس در ایران بود. مأموریت نوشتن شب‌نامه‌های این کمیته با عمادالکتاب بود و گزارشی از انجام ترور توسط او ثبت نشده است. با خیانت یکی از اعضا، کمیته از هم پاشید و سران آن دستگیر و اعدام شدند. عمادالکتاب هم به پنج سال زندان محکوم شد. در سال ۱۳۰۰، در ۶۰ سالگی از زندان آزاد شد. عمادالکتاب به توصیهٔ ادوارد براون ایرانشناس معروف از زندان آزاد می‌شود. عیسی صدیق در کتاب یادگار عمر که به شرح زندگی‌اش پرداخته است به این موضوع اشاره می‌کند. عمادالکتاب مأمور به توقف در قم گردید و مدت‌ها در آنجا تحت نظر بود تا آن که در دوره سلطنت رضاشاه پهلوی آزاد و در دفتر مخصوص دربار مأمور تحریرات گردید.

#### درگذشت
عمادالکتاب در سن ۷۵ سالگی در بیست و ششم تیرماه سال ۱۳۱۵ ه‍.ش / ۲۷ ربیع‌الثانی ۱۳۵۵ ه‍.ق در تهران درگذشت. و در امامزاده عبدالله شهرری دفن شد. بر سنگ آرامگاه ابدی این استاد در امامزاده عبدالله اشعار ذیل نقل شده است:
| دیدی آخر چسان رفت ز دار جهان      |  | عماد سیفی که بود مرد هنرمند و راد |
| داشت خطی خوبتر ز خط و خال بتان    |  | بخوش خطان جهان بود مهین اوستاد    |
| عمرش هفتاد و پنج در این سرای سپنج |  | دید بسی درد و رنج ندید روی مراد   |

## آثار
عماد الکتاب یک دوره خودآموز خوشنویسی با عنوان «رسم المشق» به چاپ رساند. وی اولین خوشنویسی است که کتابچه‌های رسم المشق یا رسم‌الخط را برای استفاده نوآموزان ابداع کرد که این ابتکار عمادالکتاب در رواج دوباره خوشنویسی پس از گسستگی زنجیرهٔ مکتب استادان قدیم بسیار مؤثر بود و نقشی قطعی در فراگیر شدن شیوهٔ خوشنویسی کلهر که او دنبال می‌کرد داشت.
از دیگر کارهای او کتابت بسیار نفیس شاهنامه فردوسی معروف به «امیربهادری» است که در تهران به چاپ رسیده است. او این کتاب را برای مظفرالدین شاه نوشت و به همین مناسبت لقب «عمادالکتاب» گرفت.
وی از سال ۱۳۰۴ شمسی در دفتر مخصوص رضاشاه به سمت فرمان‌نگار مشغول خدمت شد و مأمور تحریر فرامین و نامه‌ها گردید. در سال ۱۳۱۲ شمسی از طرف انجمن آثار ملی، مأمور نوشتن کتیبه‌های آرامگاه فردوسی در طوس شد و بعد از آن کتیبه‌های دارالفنون، دانشسرای عالی، مدرسه رضاییه، دانشگاه تهران و دانشکدهٔ معقول و منقول (دانشگاه الهیات فعلی) را نوشت.
عمادالکتاب آثار بسیاری از خود به جای گذاشته است که افزون بر موارد پیش گفته کتابت سیاحت نامه استانلی به آفریقا، کتابت نامهٔ دانش‌وران ناصری در ۱۳۱۸ ه‍. ق، کتابت ترجیع بند هاتف اصفهانی، کتابت اوصاف الاشراف و نوشتن کتیبه‌های اطراف صحن خانقاه و مقبره صفی‌علی‌شاه و حدیث (ولایت علی‌بن ابی‌طالب … الخ) در حضرت عبدالعظیم مقابل صحن حمزه بن موسی بن جعفر و کتیبهٔ سردر ورودی بیمارستان فیروزآبادی در شهر ری و غیره از آثار شیوه‌ای اوست. قطعات و مرقعات بسیار باارزشی از عمادالکتاب در موزه‌ها و مجموعه‌های خصوصی و دولتی ایران و سایر کشورهای جهان نگهداری می‌شود.
از آثار نقاشی وی: تصویر یکی از حواریون حضرت مسیح که به خط شکسته و تعلیق زیبا، با رقم: «در ماه رمضان هزار و سیصد و سی… العبد عمادالسیفی قزوینی»؛ تصویر سیاه قلمی کریم‌خان زند که کلاه مخصوص به سر نهاده است؛ تصویر دستی که طرز صحیح قلم به‌دست گرفتن و خط نوشتن را نشان می‌دهد…، با رقم: «عمادالسیفی»؛ تصویر خود نقاش به سیاه قلم…، با رقم: «صورت عمادالکتاب سیفی که به‌دست خود ساخته است».

## شاگردان
عمادالکتاب شاگردان بسیاری داشت، از جمله علی منظوری، ملک‌الخطاطین، حسن زرین‌خط، علی‌اکبر کاوه، ابراهیم بوذری که هر یک به مقام استادی رسیده‌اند. مرحوم علی آقا حسینی یکی دیگر از شاگردان عمادالکتاب بود که خوشنویس معاصر عباس اخوین نزد وی تعلیم دیده است.
از دیگر آثار ارزشمند عمادالکتاب قطعات سیاه مشق او می‌باشد که در نوع خود از لحاظ اسلوب بی‌نظیر است.

## رسانه‌ها
بخشی از سریال تلویزیونی هزاردستان به کارگردانی علی حاتمی که بعدها به صورت مجزا و با نام کمیته مجازات نیز عرضه شد برداشت آزادی است از این وقایع مربوط به کمیته مجازات که جزئیات آن با حقایق تاریخی دقیقاً انطباق ندارد. شخصیت «رضا تفنگچی» در این فیلم با بازیگری جمشید مشایخی آمیخته‌ای از شخصیت عمادالکتاب و کریم دواتگر در روایتی شخصی از نظر کارگردان است.